# NGC 2308
NGC 2308 is een spiraalvormig sterrenstelsel in het sterrenbeeld Lynx. Het hemelobject werd op 13 januari 1872 ontdekt door de Franse astronoom Édouard Jean-Marie Stephan.

## Synoniemen
- UGC 3618
- MCG 8-13-37
- ZWG 234.37
- NPM1G +45.0086
- PGC 19949